# Alexandru Todea
Alexandru Todea, né le 5 juin 1912 à Teleac dans le județ de Mureș en Roumanie et mort le 22 mai 2002 à Târgu Mureș, est un cardinal roumain, archevêque d'Alba Iulia et Făgăraș de 1990 à 1994.

## Biographie

### Prêtre
Alexandru Todea est ordonné prêtre le 25 mars 1939 pour le diocèse d'Alba Iulia et Făgăraș.

### Évêque
Nommé évêque titulaire (ou in partibus) de Césaropolis (de) le 4 juillet 1950, il est consacré le 19 novembre  suivant par Joseph Schubert.
Il faut attendre que le rideau de fer tombe pour qu'il puisse être nommé, le 14 mars 1990, archevêque d'Alba Iulia et Făgăraș, ce siège étant vacant depuis 1941. À ce titre, il est le primat de l'Église grecque-catholique roumaine. Il se retire de cette charge le 20 juillet 1994.

### Cardinal
Il est nommé cardinal par Jean-Paul II lors du consistoire du 28 juin 1991 avec le titre cardinal-prêtre de Sant'Atanasio a Via Tiburtina.